# Ichtiar Baru van Hoeve
PT Ichtiar Baru Van Hoeve – indonezyjskie wydawnictwo książkowe. Zostało założone w 1980 roku.
Specjalizuje się w wydawaniu dzieł referencyjnych, w tym encyklopedii. W latach 1980–1984 jego nakładem wyszło siedem tomów Ensiklopedi Indonesia. 